# Vassijåkka
Vassijåkka (Zweeds: Vássijohka) is een beek, die stroomt in de Zweedse  gemeente Kiruna. De Vassijåkka stroomt vanaf de hellingen van de Vassitjåkka naar het noorden. Zij mondt uit in het Vassijaure, dat in verbinding staat met Torneträsk en dus de Torne. Vassijåkka is ongeveer 9 kilometer lang. De Bassenjira is een belangrijke zijtak.
Afwatering: Vassijåkka → (Torneträsk) → Torne → Botnische Golf